# Cylindromyia bicolor
Cylindromyia bicolor is een vliegensoort uit de familie van de sluipvliegen (Tachinidae). De wetenschappelijke naam van de soort is voor het eerst geldig gepubliceerd in 1812 door Guillaume-Antoine Olivier.